# اولد درتی بسترد
راسل تایرون جونز (متولد ۱۵ نوامبر ۱۹۶۸ - ۱۳ نوامبر ۲۰۰۴)،  که بیشتر با نام هنری خود اولد درتی بسترد (اغلب به اختصار ODB شناخته می شود) یک خواننده رپ آمریکایی بود. او یکی از اعضای گروه وو-تنگ کلن  بود که از منطقه استیتن آیلند شهر نیویورک با  جٌنگ وو-تنگکلن وارد می شود (۳۶ ایوان) به شهرت رسیدند.   اولد درتی بسترد به خاطر قافیه های بی ادبانه و غیر عادیش که به سبک نیمه رپ و نیمه خواندن بود مورد توجه قرار گرفت.  نام هنری او از فیلم هنرهای رزمی چینی اولد درتی و د بسترد که در سال ۱۹۸۰ میلادی پخش شدگرفته شده است. بازیگر اصلی این فیلم یوئن سیوتین است.  به گفته یکی از اعضای وو-تنگ متود من، نام اولد درتی بسترد همچنین اشاره ای به ماهیت منحصر به فرد رپ او است و سبک رپ او پدر و پایه ایی ندارد."   
مشکلات حقوقی مکرر از جمله حبس مانع موفقیت حرفه ای او شد.  او در ۱۳ نوامبر ۲۰۰۴ بر اثر مصرف بیش از حد دارو در سن ۳۵ سالگی درگذشت او پدر رپر یانگ درتی بسترد بود.

## ترانه شناسی
- بازگشت به ۳۶ ایوان: نسخه پلشت (۱۹۹۵)
- کاکاسیاه لطفا (۱۹۹۹)
- فرزند ناخلف (۲۰۰۵)